# Nuova Destra (Danimarca)
Nuova destra (in danese Nye Borgerlige) è un partito politico danese, fondato nel 2015.

## Storia
Il partito è stato fondato nel 2015 da due ex membri del Partito popolare conservatore, Pernille Vermund e Peter Seier Christensen. Dopo la costituzione del partito, alcuni membri dei consigli comunali in diversi comuni sono passati dai loro partiti originali a Nuova Destra.
Nel gennaio 2024, il gruppo del partito al Folketing è stato sciolto e il consiglio del partito aveva deliberato il suo scioglimento. Tuttavia, in una riunione straordinaria dell'aprile 2024 la proposta è stata respinta a larga maggioranza, dunque il partito ha continuato ad agire, anche se con seggi solo nei consigli comunali e regionali e non nel Folketing.

## Posizioni politiche
Il partito critica le politiche sull'immigrazione del Partito popolare danese (DF) definendole "troppo clementi". Nuova Destra vuole che la Danimarca esca dalla convenzione delle Nazioni Unite sui rifugiati e deporti tutti gli immigrati che vivono in una residenza temporanea o non sono in grado di mantenersi. Sostiene che solo gli stranieri assegnati direttamente alla Danimarca dalle agenzie delle Nazioni Unite per i rifugiati dovrebbero ricevere asilo. La cittadinanza danese dovrebbe essere limitata alle persone che "contribuiscono positivamente" alla società. Inoltre, il partito vuole bandire completamente il velo islamico dalle scuole e dalle istituzioni pubbliche.
Le politiche economiche proposte sono libertarie (a differenza di quelle del DF, di "destra sociale"): richiedono tagli alle tasse e l'abolizione di tutte le imposte sulle società. Inoltre, Nuova destra vuole che la Danimarca esca dall'Unione europea: considerano l'UE una "mostruosità di regole e leggi", che promettono "la prosperità, il progresso e la democrazia della Danimarca". Vogliono anche che le leggi in generale siano meno numerose.

## Risultati elettorali

### Parlamento (Folketing)
| Elezione          | Voti    | %   | Seggi totali | Posizione   |
| ----------------- | ------- | --- | ------------ | ----------- |
| Parlamentari 2019 | 83,201  | 2,7 | 4 / 179      | Opposizione |
| Parlamentari 2022 | 129.524 | 3,7 | 6 / 179      | Opposizione |